# Regina (Schiff)
Die Regina ist ein ehemaliger Werftschlepper und heute ein technisches Denkmal auf der Maritimen Meile in Vegesack.

## Geschichte
Die Regina wurde 1965/66 mit der Baunummer 900 auf dem Bremer Vulkan für den Eigenbedarf erbaut. Sie diente dazu, nach den Stapelläufen größere Holzstücke und Ketten aus der Weser zu fischen. Die weitere Aufgabe bestand darin, den werfteigenen Schwimmkran zu verholen. Gelegentlich wurde die Regina auch für betriebliche Ausflugs- und Dienstfahrten genutzt.
Als Folge eines schweren Maschinenschadens wurde sie 1987 außer Dienst gestellt, da sich zwischenzeitlich nach einer grundlegenden Modernisierung der Werft die betriebstechnischen Anforderungen geändert hatten. 1988 übereignete der Bremer Vulkan den Schlepper dem im Jahr zuvor gegründeten Verein MTV Nautilus, der ihn in den folgenden 2 Jahren grundlegend restaurierte und zu einem technischen Denkmal umbaute.
Ende 1990 wurde die Regina mit Hilfe des Schwimmkrans Athlet II an der Weserpromenade in Bremen-Vegesack als technisches Denkmal aufgestellt. Von 2003 bis 2008 wurde der Schlepper von der MTV-Jugendgruppe als Vereinsheim genutzt, bis diese dann in das neue Nautilushaus des Vereins umzog.

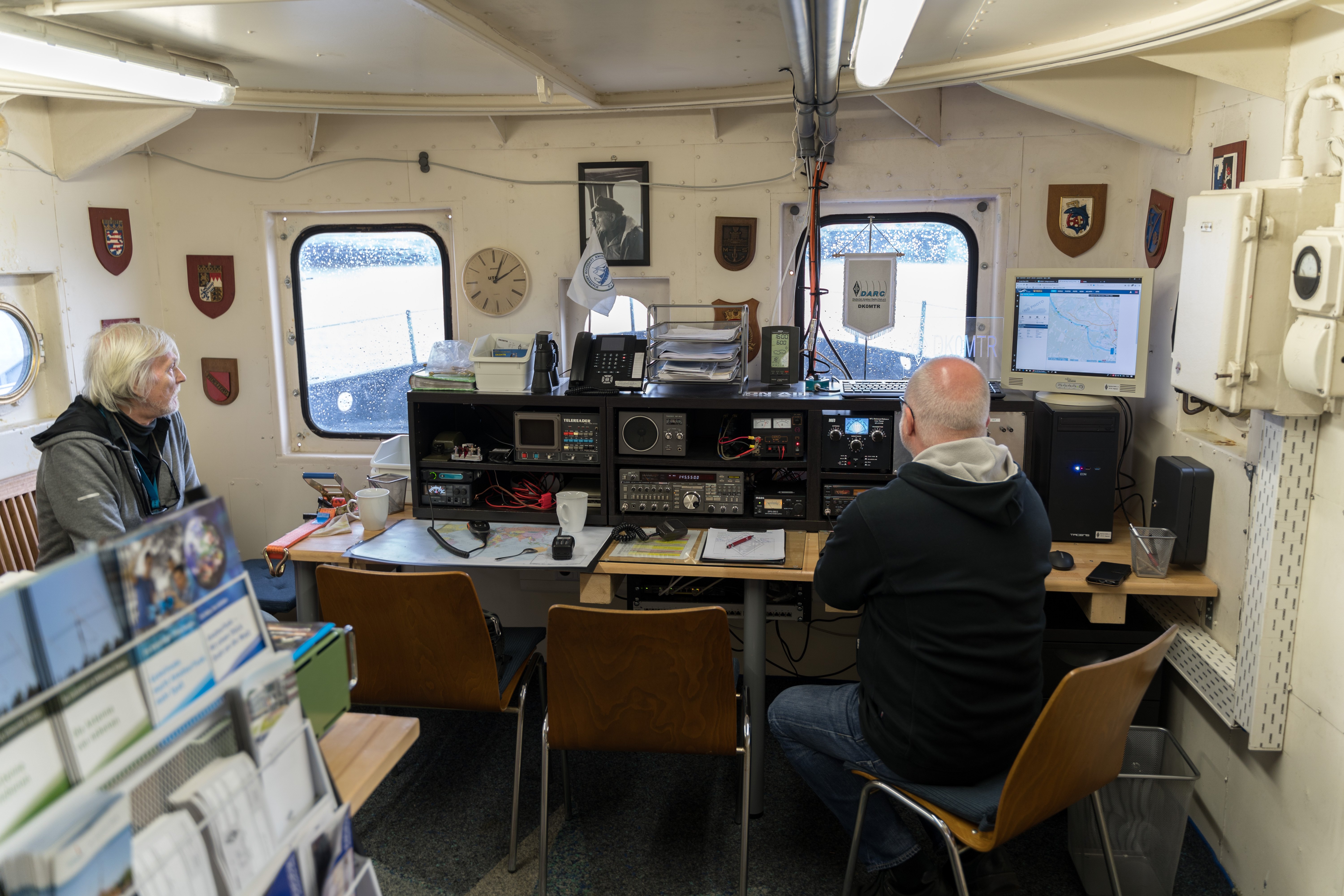
Die ehemalige Bordwerkstatt als Amateurfunk-Clubstation.

Seit September 2017 wird die Regina von Mitgliedern des Deutschen Amateur-Radio-Club e.V. (DARC, Ortsverband I14) als Club-Funkstation genutzt. Die Vegesacker Funkamateure haben in Kooperation mit dem MTV Nautilus den ehemaligen Werkstattraum des Schleppers zu einem Funkraum umgebaut, von dem aus sie mittels verschiedener analoger und digitaler Betriebsarten weltweit Funkbetrieb machen können (auf Kurzwelle, aber auch z. B. im 2-m- und 70-cm-Band). Die Club-Station hat das Rufzeichen DK0MTR (das Suffix MTR des Rufzeichens steht für "Maritime Tradition Regina").
Von Frühjahr bis Herbst ist die Regina jeden 2. und 4. Sonntag des Monats von 11.00 Uhr bis 16.00 Uhr (bzw. bis zum Einbruch der Dämmerung) für die Allgemeinheit geöffnet. Die Besucher können den Schlepper dann kostenlos von innen und außen besichtigen und sich bei Interesse auch die Funkanlage vorführen lassen.